# Commune rurale de Rovaniemi
La commune rurale de Rovaniemi (finnois : Rovaniemen maalaiskunta, abrév. Rovaniemen mlk) est une ancienne municipalité de Laponie en Finlande.

## Histoire
Le 1er janvier 2006, la communauté rurale de Rovaniemi a été rattachée à Rovaniemi. 
Au 1er janvier 2005, la superficie de la commune rurale de Rovaniemi était de 7 506,45 km2 et au 31 décembre 2005 elle comptait 7 523 habitants.